# زمین‌لرزه ۲۰۱۱ هند
زمین‌لرزه هند  در تاریخ ۱۸ سپتامبر ۲۰۱۱ میلادی، برابر با ‎۲۷ شهریور ۱۳۹۰، ساعت ۱۲:۴۰:۴۸٫۰ به زمان یوتی‌سی در هندوستان رخ داد.ژرفای این زلزله ۱۹٫۷ کیلومتر بود. بزرگی آن ۶٫۹ در مقیاس Mw بدست آمده‌است.
شمار کشتگان نزدیک به ۱۱۱ نفر گزارش شده‌است.
پروژهٔ جهانی تنسور گشتاور مرکزوار پارامتر زمان مرکزوار زمین‌لرزه را با اختلاف ۱۴٫۲ ثانیه نسبت به زمان رخداد اشاره شده در بالا و مختصات مرکزوار را در ۲۷°۲۶′شمالی ۸۸°۲۰′شرقی / ۲۷٫۴۳°شمالی ۸۸٫۳۳°شرقی محاسبه کرد و همچنین، ژرفا در ۴۷٫۴ کیلومتر بدست آمده‌است. در این محاسبات زاویه‌های (راستا، شیب، ریک) گسل سازندهٔ زمین‌لرزه و صفحه عمود بر آن برابر با (°۳۱۳، °۷۳، °-۱۶۳) یا (°۲۱۷، °۷۴، ° -۱۸) حاصل شده‌است.